# Carlisle (Ohio)
Carlisle è un villaggio degli Stati Uniti d'America, situato nello stato dell'Ohio, diviso tra la contea di Warren e la contea di Montgomery.